# Czarnohubowo
Czarnohubowo (biał. Чарнагу́бава, ros. Черногубово) – wieś na Białorusi w rejonie kopylskim obwodu mińskiego. Wchodzi w skład sielsowietu Cimkowicze. W pobliżu wsi znajduje się stacja kolejowa Cimkowicze
W latach 1924–1925 wieś była siedzibą sielsowietu Czarnohubowo.

## Pomnik ofiarom represji komunistycznych
W 1995 r. w centrum wsi ustawiono przy wsparciu BFL, mieszkańców i Związku Szlachty Białoruskiej, pomnik upamiętniający mieszkańców wsi, ofiary stalinowskich represji z lat 1929-1938. Inicjatorem jego powstania był mieszkaniec wsi Stanisław Lisowski. Chciał on ustalić los swojego dziadka i jego brata, którzy zostali aresztowani w 1937 r. i zaginęli. W wyniku poszukiwań uzyskał informacje, że zostali rozstrzelani w Kuropatach. Trzej inni bracia również zaginęli w 1937 r. i prawdopodobnie spotkał ich podobny los. Następnie Stanisław Lisowski zaczął poszukiwać informacji o ofiarach pochodzących w Czarnohubowa. Ustalił los 67 mieszkańców, którzy stali się ofiarami stalinowskich represji (29 zostało zabitych przez NKWD w okresie Wielkiego Terroru, 20 wysłano do łagrów Gułagu). Jest to wysoka liczba, biorąc pod uwagę fakt, że w latach 30. XX w. wieś liczyła około 100 chałup.
Zgodnie z napisem na tabliczce pomnik znajduje się w miejscu, gdzie dawniej stał dom jednej z ofiar, "kułaka" Świnkowskiego.